# Мая Оджаклиевска
Ма̀я Оджаклѝевска (на македонска литературна норма: Маја Оџаклиевска, на сръбски: Маја Оџаклијевска или Maja Odžaklijevska; Скопие, 21 април 1954 г.) е северномакедонска и сръбска певица.
Въпреки дългогодишната си кариера и множеството си участия по фестивали има само два издадени албума към 2024 г. – Biće sve u redu („Всичко ще бъде наред“) от 1982 г. и Bele njive („Бели ниви“) от 1995 г. Сред по-познатите ѝ песни се нареждат Budi dobar kao što sam ja („Бъди добър като мен“), Daljine („Далечини“), Sve ti opraštam („Всичко ти прощавам“), Srećo, reci („Щастие, кажи“) и други.

## Биография
Тя е най-малкото от общо три деца в семейството на илюстратора на книги Любиша Оджаклиевски и театралната актриса Драгица Арсениевич, работила в Македонския народен театър. Когато Мая е двегодишна, баща ѝ напуска семейството и отива в Белград, а след няколко години майката отпътува заедно с децата си за Швеция, където Мая завършва основно училище. След завръщането си в Скопие и учи в музикалното училище с желанието да стане оперна певица.
Започва певческата си кариера, когато е 15-годишна, след като се явява на прослушване на Скопското радио. През 1970 г. се премества да живее в Белград. По покана на певеца и композитор Радослав Граич участва в радио предаването „Максиметър“, в което побеждава. Получава епизодична роля в представлението „Рабле“ на Жан-Луи Баро. Участва на множество фестивали от бивша Югославия, включително и на „Юговизия“ за избор на песен, с която страната да се представи на „Евровизия“, но най-доброто ѝ класиране остава двукратното второ място през 1982 и 1984 г.
Работи заедно със значими за времето си композитори и текстописци като Александър Саня Илич, Бора Джорджевич, Слободан Маркович, Марина Туцакович, Григор Копров, Кире Костов, Корнелие Ковач, Ради Радивоевич и други.
През 1982 г. играе главната роля на Ана във филма „Южна пътека“ на Стево Цървенковски.
През 2016 г. озвучава бабата Тала в сръбския дублаж на филма „Смелата Ваяна“ на „Дисни“.
Има две дъщери – Теа и Андреа. Желаейки да избяга от натиска на столичния начин на живот и по този начин да помогне на уязвимите членове на семейството си, тя живее в крайградското селище Старо Село във Велика Плана на 80 км южно от Белград повече от десетилетие.

## Дискография

### Студийни албуми
- 1982 – Biće sve u redu
- 1995 – Bele njive

### Краткосвирещи плочи
- 1974 – Kad nežne svirke zamre ton/„В облак сонце“
- 1976 – Mjesečev san/Šapni mi
- 1979 – Ti si moj sledeći promašaj/Daljine
- 1980 – Odnosiš mi srce moje/Vraćam se
- 1981 – Između nas/Tako mora biti
- 1981 – Ne podnosim dan/Slušam te, gledam te

## Участия на фестивали
| - 1979 – Daljine (награда за изпълнение) - 1981 – Između nas - 1982 – Biće sve u redu - 1988 – Daljine и Seti se naše ljubavi (ретроспективна вечер на най-големите хитове от фестивала) - 1993 – Bez ljubavi - 1994 – Sama - 1995 – Više nisi moj (1-во място и награда за изпълнение) - 1978 – „Како небо сино“ - 1980 – „Дај, дај“ и Vraćam se - 1981 – Slušam te, gledam te - 1982 – „Музичар“ и Ti si poslednji voz - 1983 – Noćas si moj - 1984 – „Само сеќавања“ - 1985 – Srebrne ulice - 1978 – Pjesma će nam reći (награда за изпълнение и награда за най-добър дебютант) - 1980 – Odnosiš mi srce moje - 1982 – Đardini koje smo voleli - 1983 – Kadenu si mi dao (награда за изпълнение) - 1984 – Antonio moj - 1989 – Ne idi, dušo - 1988 – Oprosti - 1976 – Mjesečev san - 1981 – Tako mora biti - 1982 – Srećo, reci - 1988 – Obala ljubavi - 1971 – „Мислев, ќе те заборавам“ - 1973 – „Деној неповратни“ (награда за изпълнение) - 1974 – „В облак сонце“ (1-во място) - 1978 – „Сказно моја“ - 1994 – „Не допирај ме“ (1-во място) - 1996 – „Прости ми“ (2-ро място) - 1987 – „Шила“ - 1981 – Ne podnosim dan (9-о място) - 1982 – Julija (2-ро място) - 1983 – „Лиду-лиду-ду“ (3-то място) - 1984 – „Ники“ (2-ро място) - 1988 – „Те љубам лудо“ (с група „Гу-гу“, 5-о място) | - 1984 – Romansa o nama (3-то място) - 1985 – Igore moj - 1986 – Ti si mi sve - 1987 – Ona peva je, je - 1988 – Dodirni noć - 1992 – Amore mio - 1995 – Budi dobar kao što sam ja (1-во място и награда за изпълнение) - 1996 – Rastanak (1-во място) - 1993 – Daleko od istine (II награда на публиката и награда за изпълнение) - 1994 – Sve ti opraštam (1-во място) - 1997 – Zagrli me - 2000 – Sećam se - 2003 – Gorim - 2008 – Jedini - 1974 – Kad nežne svirke zamre ton - 1997 – Deo duge nama ostaje - 2006 – More lagi - 2008 – Ruža uvela (в дует със Славен Кнезович) - 2004 – Anatema (2-ро място) - 2005 – Ne verujem ti (2-ро място) - 2007 – Padovi do dna - 1972 – Samo ljubi (III награда на експертното жури) - 2011 – Budi dobar kao što sam ja (по повод 50-годишнината от фестивала) - 1979 – Doći ću u kasne sate - 1987 – Karusel - 1988 – Neka bude sve po starom - 1997 – „Многу солзи“ (1-во място) - 2006 – „Кој пат да изберам“ (9-о място) - 2009 – Žena s tajnom (награда за най-добро женско изпълнение) - 2013 – Anđeo s neba (13-о място) - 2020 – Peščani sat (дует със Сърджан Марянович) |